# Cattedrale di San Giovanni Apostolo ed Evangelista (Eger)
La cattedrale di San Giovanni Apostolo ed Evangelista (in ungherese Szent János apostol és evangélista, Szent Mihály főangyal, Szeplőtelen Fogantatás főszékesegyház bazilika) è la chiesa cattedrale dell'arcidiocesi di Eger, si trova nella città di Eger, in Ungheria.

## Storia e descrizione

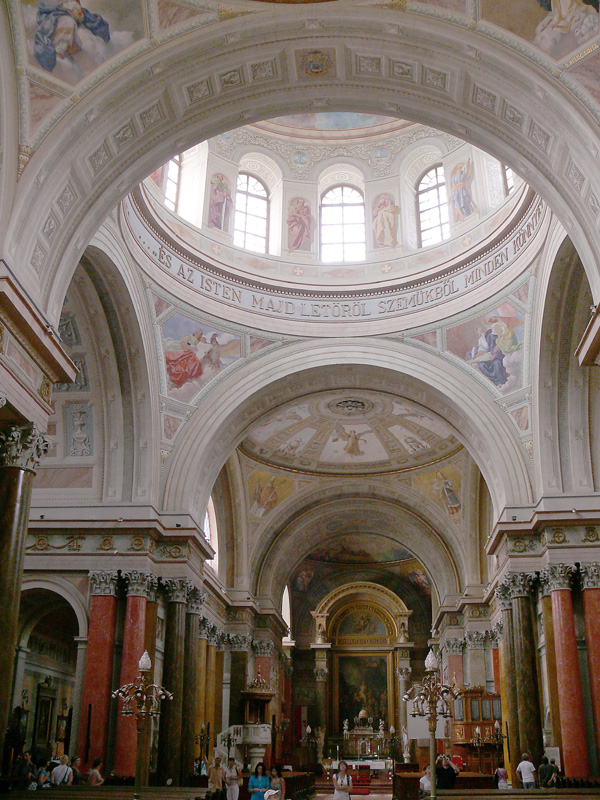
Interno

La cattedrale è stata costruita tra il 1831 ed il 1837 da József Hild su commissione di monsignor János László Pyrker.
La cattedrale è una basilica a tre navate. Nel mezzo tra la navata centrale ad est e il coro ad ovest è posto transetto. La cupola della cattedrale è riccamente decorata e un'altezza di 40 metri. Sul coro si innalzano le due torri campanarie. Il portale nel portico orientale è progettato come un tempio greco. L'ingresso monumentale è decorato con statue dei santi: Santo Stefano, San Ladislao, Santi Pietro e Paolo fatte dall'italiano Marco Casagrande. La facciata è sostenuta da colonne corinzie dell'altezza di 17 metri.